# Ряд Фарея
Ряды Фарея (также дроби Фарея, последовательность Фарея или таблица Фарея) — семейство конечных подмножеств рациональных чисел.

## Определение
Последовательность Фарея {\displaystyle n}-го порядка представляет собой возрастающий ряд всех положительных несократимых правильных дробей, знаменатель которых меньше или равен {\displaystyle n}:
{\displaystyle F_{n}{\stackrel {\text{def}}{=}}\left\{{\frac {a_{i}}{b_{i}}}:0\leqslant a_{i}\leqslant b_{i}\leqslant n,\ \gcd(a_{i},b_{i})=1,\ {\frac {a_{i}}{b_{i}}}<{\frac {a_{i+1}}{b_{i+1}}}\right\}.}
Последовательность Фарея порядка {\displaystyle n+1} можно построить из последовательности порядка {\displaystyle n} по следующему правилу:
1. Копируем все элементы последовательности порядка {\displaystyle n}.
2. Если сумма знаменателей в двух соседних дробях последовательности порядка {\displaystyle n} даёт число не большее, чем {\displaystyle n+1}, то вставляем между этими дробями их медианту, равную отношению суммы их числителей к сумме знаменателей.

## Пример
Последовательности Фарея для {\displaystyle n} от 1 до 8:
{\displaystyle F_{1}=\left\{{\frac {0}{1}},\;{\frac {1}{1}}\right\};}
{\displaystyle F_{2}=\left\{{\frac {0}{1}},\;{\frac {1}{2}},\;{\frac {1}{1}}\right\};}
{\displaystyle F_{3}=\left\{{\frac {0}{1}},\;{\frac {1}{3}},\;{\frac {1}{2}},\;{\frac {2}{3}},\;{\frac {1}{1}}\right\};}
{\displaystyle F_{4}=\left\{{\frac {0}{1}},\;{\frac {1}{4}},\;{\frac {1}{3}},\;{\frac {1}{2}},\;{\frac {2}{3}},\;{\frac {3}{4}},\;{\frac {1}{1}}\right\};}
{\displaystyle F_{5}=\left\{{\frac {0}{1}},\;{\frac {1}{5}},\;{\frac {1}{4}},\;{\frac {1}{3}},\;{\frac {2}{5}},\;{\frac {1}{2}},\;{\frac {3}{5}},\;{\frac {2}{3}},\;{\frac {3}{4}},\;{\frac {4}{5}},\;{\frac {1}{1}}\right\};}
{\displaystyle F_{6}=\left\{{\frac {0}{1}},\;{\frac {1}{6}},\;{\frac {1}{5}},\;{\frac {1}{4}},\;{\frac {1}{3}},\;{\frac {2}{5}},\;{\frac {1}{2}},\;{\frac {3}{5}},\;{\frac {2}{3}},\;{\frac {3}{4}},\;{\frac {4}{5}},\;{\frac {5}{6}},\;{\frac {1}{1}}\right\};}
{\displaystyle F_{7}=\left\{{\frac {0}{1}},\;{\frac {1}{7}},\;{\frac {1}{6}},\;{\frac {1}{5}},\;{\frac {1}{4}},\;{\frac {2}{7}},\;{\frac {1}{3}},\;{\frac {2}{5}},\;{\frac {3}{7}},\;{\frac {1}{2}},\;{\frac {4}{7}},\;{\frac {3}{5}},\;{\frac {2}{3}},\;{\frac {5}{7}},\;{\frac {3}{4}},\;{\frac {4}{5}},\;{\frac {5}{6}},\;{\frac {6}{7}},\;{\frac {1}{1}}\right\};}
{\displaystyle F_{8}=\left\{{\frac {0}{1}},\;{\frac {1}{8}},\;{\frac {1}{7}},\;{\frac {1}{6}},\;{\frac {1}{5}},\;{\frac {1}{4}},\;{\frac {2}{7}},\;{\frac {1}{3}},\;{\frac {3}{8}},\;{\frac {2}{5}},\;{\frac {3}{7}},\;{\frac {1}{2}},\;{\frac {4}{7}},\;{\frac {3}{5}},\;{\frac {5}{8}},\;{\frac {2}{3}},\;{\frac {5}{7}},\;{\frac {3}{4}},\;{\frac {4}{5}},\;{\frac {5}{6}},\;{\frac {6}{7}},\;{\frac {7}{8}},\;{\frac {1}{1}}\right\}.}

## Свойства
- Если {\displaystyle p_{1}/q_{1}<p_{2}/q_{2}} — две соседние дроби в ряде Фарея, тогда {\displaystyle q_{1}p_{2}-q_{2}p_{1}=1}.

Заметим, что треугольник на плоскости с вершинами {\displaystyle A=(0,\;0)}, {\displaystyle B=(p_{1},\;q_{1})} и {\displaystyle C=(p_{2},\;q_{2})} не может содержать целых точек, отличных от вершин. Иначе, если целая точка {\displaystyle (r,\;s)} содержится в {\displaystyle \triangle ABC}, то дробь {\displaystyle r/s} лежит между {\displaystyle p_{1}/q_{1}} и {\displaystyle p_{2}/q_{2}}, а знаменатель {\displaystyle s} не превосходит {\displaystyle \max\{q_{1},\;q_{2}\}}. Значит, по формуле Пика, его площадь равна {\displaystyle 1/2}. С другой стороны, площадь {\displaystyle \triangle ABC} равна {\displaystyle (q_{1}p_{2}-q_{2}p_{1})/2}. Ч. т. д.
- Справедливо и обратное утверждение: если дроби {\displaystyle p_{1}/q_{1}<p_{2}/q_{2}} таковы, что {\displaystyle q_{1}p_{2}-q_{2}p_{1}=1}, то они представляют собой соседние члены ряда Фарея {\displaystyle F_{\max\{q_{1},q_{2}\}}}.

- Количество членов {\displaystyle N(n)} в последовательности Фарея для целого {\displaystyle n} определяется следующим образом:

{\displaystyle N(n)=1+\sum _{k=1}^{n}\phi (k)=1+\Phi (n).}
Здесь {\displaystyle \phi (n)} - функция Эйлера, {\displaystyle \Phi (n)} - суммированная функция Эйлера. Значения {\displaystyle N(n)-2,3,5,7,11,13,19,...-} являются последовательностью A005728 в OEIS.
- Для функции количества членов {\displaystyle N(n)} существует асимптотическое представление:

{\displaystyle N(n)\sim {\frac {3n^{2}}{\pi ^{2}}}=0.3039635509...n^{2}}, где цифры после запятой являются последовательностью A104141 в OEIS.

## Алгоритм генерации
Алгоритм генерации всех дробей Fn очень прост, как в возрастающем, так и в убывающем порядке. Каждая итерация алгоритма строит следующую дробь на основе двух предыдущих. Таким образом, если {\displaystyle {\frac {a}{b}}} и {\displaystyle {\frac {c}{d}}} — две уже построенные дроби, а {\displaystyle {\frac {p}{q}}} — следующая неизвестная, то выполняется {\displaystyle {\frac {c}{d}}={\frac {a+p}{b+q}}}. Это значит, что для некоторого целого {\displaystyle k} верно {\displaystyle kc=a+p} и {\displaystyle kd=b+q}, отсюда 
{\displaystyle p=kc-a} и {\displaystyle q=kd-b}. Так как {\displaystyle {\frac {p}{q}}} должна быть максимально близкой к {\displaystyle {\frac {c}{d}}}, то положим знаменатель максимальным из возможных, то есть {\displaystyle kd-b=n}, отсюда c учётом того, что 
{\displaystyle k} — целое, имеем {\displaystyle k=\lfloor {\frac {n+b}{d}}\rfloor } и
{\displaystyle p=\left\lfloor {\frac {n+b}{d}}\right\rfloor c-a}
{\displaystyle q=\left\lfloor {\frac {n+b}{d}}\right\rfloor d-b}
Пример реализации на Python:
```
def
 
farey
(
 
n
,
 
asc
=
True
 
):

    
if
 
asc
:
 
        
a
,
 
b
,
 
c
,
 
d
 
=
 
0
,
 
1
,
 
1
,
 
n

    
else
:

        
a
,
 
b
,
 
c
,
 
d
 
=
 
1
,
 
1
,
 
n
-
1
,
 
n

    
print
(
f
"
{
a
}
/
{
b
}
"
)

    
while
 
(
asc
 
and
 
c
 
<=
 
n
)
 
or
 
(
not
 
asc
 
and
 
a
 
>
 
0
):

        
k
 
=
 
(
n
 
+
 
b
)
 
//
 
d

        
a
,
 
b
,
 
c
,
 
d
 
=
 
c
,
 
d
,
 
k
*
c
 
-
 
a
,
 
k
*
d
 
-
 
b

        
print
(
f
"
{
a
}
/
{
b
}
"
)

```

Таким образом можно построить сколь угодно большое множество всех дробей в сокращенном виде, что можно использовать, например, для решения Диофантова уравнения полным перебором в рациональных числах.

## История
Джон Фарей — известный геолог, один из пионеров геофизики. Его единственным вкладом в математику были дроби, названные его именем. В 1816 году была опубликована статья Фарея «On a curious property of vulgar fractions» («Об интересном свойстве обыкновенных дробей»), в которой он определил последовательность {\displaystyle F_{n}}. Эта статья дошла до Коши, который в том же году опубликовал доказательство гипотезы Фарея о том, что каждый новый член последовательности Фарея порядка {\displaystyle n+1} является медиантой своих соседей. Последовательность, описанная Фареем в 1816 году, была использована Шарлем Харосом в его статье 1802 года о приближении десятичных дробей обыкновенными дробями.